# Sphaeroma laevigatum
Sphaeroma laevigatum är en kräftdjursart som beskrevs av Philippi. Sphaeroma laevigatum ingår i släktet Sphaeroma och familjen klotkräftor. Inga underarter finns listade i Catalogue of Life.